# Billhälls
Billhälls var en svensk livsmedelskedja med butiker i och kring Göteborg, skapad på 1940-talet av Smålandsbördige David Andersson. 2004 försvann butiksnamnet, när butikerna blev del av Hemköp.

## Historik
Billhälls historia började med David Andersson, född på gård i Billa söder om Växjö. Han skaffade sig sedan en arrendegård ett par mil söderut. Vid sidan om lantbruket drevs ett mindre åkeri, och rykten om högre intäkter för frukten drev Andersson till att etablera försäljning på Heden i Göteborg.
Grossistförsäljningen i Göteborg övergick successivt till försäljning direkt till kund. Vintern 1942–1943 sålde Andersson och hans hustru upp arrendegården och flyttade mitt under andra världskriget till Göteborg. Där etablerades den första egna butiken på Assmundsgatan, en numera försvunnen gata som låg nära Mölndalsvägen 33. I affären såldes frukt samt färska och konserverade grönsaker.
Butiken bytte därefter adress flera gånger, till Kungshöjd, senare till Hisingen och slutligen till Kungstorget 1. Där köpte David Andersson upp andra butiksutrymmen för att etablera sig som ensam handlare i Götahallen. Namnet på butiken blev Billhälls, för att hedra hembyn Billa. Via göteborgshumorns ordlekar kunde det också kopplas till "billigt". Priser sattes då inte ut i annonserna, men slogan blev: "Alla varor med små priser". David Andersson blev känd under det nya namnet David Billhäll, och han har setts som pionjär inom lågprishandeln.
Billhälls etablerade sig i början av 1970-talet i norra Askim, som första verksamheten i det blivande Högsbo-Sisjö industri- och handelsområde. Området var tidigare en utpräglad jordbruksbygd. Etablerandet påverkades av att byggnadsfirman Kullenbergs fanns i samma fastighet som Billhälls vid Rosenlundsgatan. Det fanns tillstånd till en butik på upp till 200 kvadratmeter, på grund av byggnadsnämndens farhågor om att en stormarknad skulle inverka negativt på de befintliga butikerna i området.
Billhälls Sisjön öppnade 31 oktober 1973, då som andra etablissemang i området. Billhälls hade inlett bygget året innan, men det mindre Pelle Pettersons båtar krävde mindre byggtid och hann öppna först.
Billhälls-rörelsen var expansiv. På 1960-talet fanns fyra mindre butiker, inklusive en på Hisingen. I samband med etableringen i Sisjön skedde den stora expansionen, och som mest hade man 15 butiker med totalt 1 200 anställda.
När butiksnamnet Billhälls senare såldes till blivande Hemköps ägare behöll David Billhäll dock butiken på Kungstorget, som 1982 bytte namn till Davids Livs. Butiken ägdes av dottern Annette Billhäll. David Billhäll var verksam i butiken fram till sin död 1995.